# 臺東縣金峰鄉立圖書館
金峰鄉立圖書館為位於臺東縣金峰鄉的公共圖書館，隸屬於金峰鄉公所。

## 外部連結
- 臺東縣金峰鄉立圖書館 （页面存档备份，存于）
- 臺東縣金峰鄉立圖書館的Facebook專頁